# Korogwe
Korogwe é um dos oito distritos da região de Tanga na Tanzânia.